# Conradina
Conradina là một chi thực vật có hoa trong họ Hoa môi (Lamiaceae).

## Hình ảnh

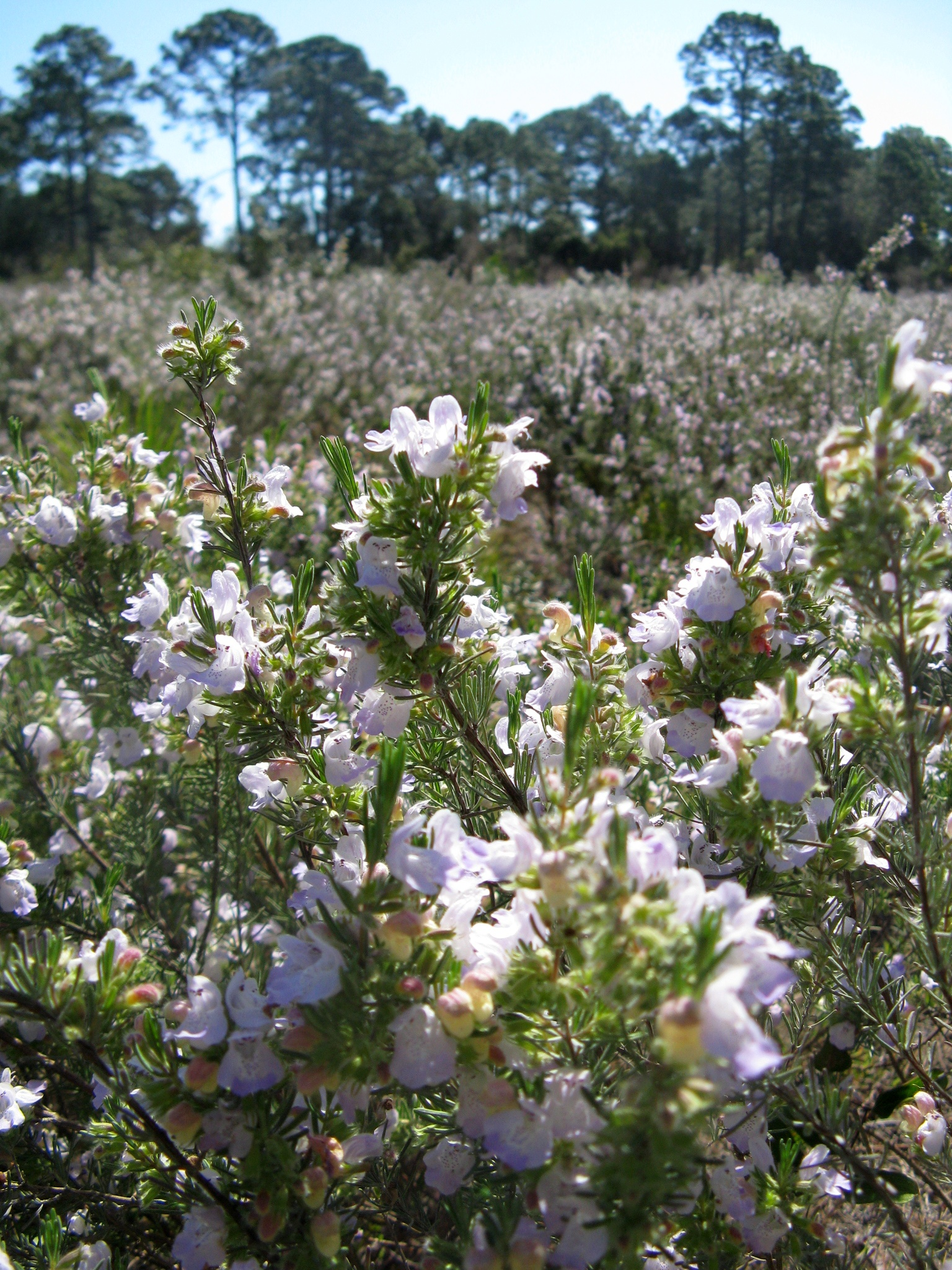
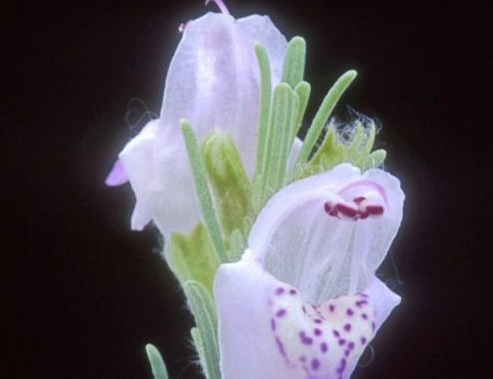
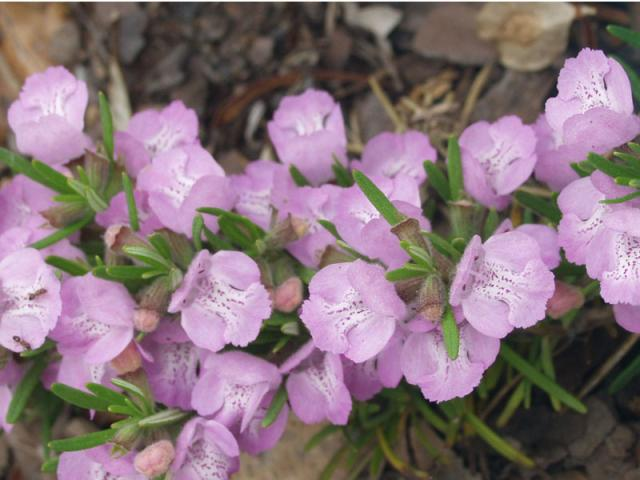

## Loài
Chi Conradina gồm các loài: